# 3,4-二硝基苯甲酸
3,4-二硝基苯甲酸是一种有机化合物，化学式为C7H4N2O6，它是二硝基苯甲酸的同分异构体之一。它可由3,4-二硝基甲苯和三氧化铬的氧化反应制得。它可以被BH3·THF还原为3,4-二硝基苯甲醇。